# Zwetnoje (Kaliningrad)
Zwetnoje (russisch Цветное, deutsch Kallen, litauisch Kaldeinė) ist ein Ort in der russischen Oblast Kaliningrad. Er gehört zum Stadtkreis Baltijsk.

## Geographische Lage
Zwetnoje liegt acht Kilometer nordöstlich der früheren Kreisstadt Primorsk (Fischhausen) und ist 28 Kilometer von der Oblasthauptstadt Kaliningrad (Königsberg) entfernt. Durch den Ort verläuft eine Nebenstraße, die Doroschnoje (Kaspershöfen) an der russischen Fernstraße A 193 (ehemalige deutsche Reichsstraße 131) in nördlicher Richtung mit Niwy (Kompehnen) sowie dem an der Fernstraße A 192 liegenden Ort Kruglowo (Polennen) verbindet. Vor 1945 war das damalige Kallen Haltepunkt an der Bahnstrecke Fischhausen–Marienhof der Fischhausener Kreisbahn. Heute besteht keine Bahnanbindung mehr.

## Geschichte
Das Gründungsdatum des ehemaligen Gutsdorfes liegt im Jahre 1289. 1874 wurde Kallen Amtsdorf und namensgebend für den Amtsbezirk Kallen, der bis 1945 existierte und zum Landkreis Fischhausen, von 1939 bis 1945 zum Landkreis Samland im Regierungsbezirk Königsberg der preußischen Provinz Ostpreußen gehörte. Im Jahr 1929 wurde Kallen vom Gutsbezirk in eine Landgemeinde umgewandelt.
Im Jahre 1945 kam Kallen infolge des Zweiten Weltkrieges mit dem nördlichen Ostpreußen zur Sowjetunion und erhielt 1947 die russische Bezeichnung Zwetnoje. Gleichzeitig wurde der Ort dem Dorfsowjet Logwinski selski Sowet im Rajon Primorsk zugeordnet. Von 1950 bis 1959 war Zwetnoje Sitz eines eigenen Dorfsowjets. Danach gehörte der Ort zum Powarowski selski Sowet. Vermutlich 1994 wurde Zwetnoje dem Stadtkreis Baltijsk zugeordnet. Von 2008 bis 2018 gehörte der Ort zur Landgemeinde Selskoje posselenije Diwnoje im Rajon Baltijsk und seither (wieder) zum Stadtkreis Baltijsk.

### Amtsbezirk Kallen (1874–1945)
In den Jahren von 1874 bis 1945 war Kallen Amtssitz des Amtsbezirks Kallen, zu dem anfangs acht Landgemeinden (LG) bzw. Gutsbezirke (GB) gehörten:
| Name                    | Russischer Name | Bemerkungen                                                                                           |
| ----------------------- | --------------- | --- |
| Bludau (LG)             | Kostrowo        | |
| Forken (GB)             | Forken          | 1928 in die Landgemeinde Bludau eingegliedert                                                         |
| Geidau (LG)             | Prosorowo       | |
| Hengstbruch (LG)        |                 | |
| Kallen                  | Zwetnoje (GB)   | 1929 in eine Landgemeinde umgewandelt                                                                 |
| Kaspershöfen (LG)       | Doroschnoje     | 1928 in die Landgemeinde Bludau eingegliedert                                                         |
| Kobbelbude, Domäne (GB) |                 | 1884 in den Amtsbezirk Kobbelbude A umgegliedert, der 1904 in „Amtsbezirk Zimmerbude“ umbenannt wurde |
| Neplecken (LG)          | Charkowskoje    | 1939 in die Gemeinde Peyse eingegliedert                                                              |

Am 1. Januar 1945 bildeten den Amtsbezirk Kallen lediglich noch die drei Gemeinden Bludau, Geidau und Kallen.

### Zwetnikowski selski Sowet 1950–1959
Der Dorfsowjet Zwetnikowski selski Sowet (ru. Цветниковский сельский Совет) wurde im Oktober 1950 eingerichtet. Ihm gehörten Orte an, die vorher den Logwinski selski Sowet zugeordnet waren. Im Jahr 1959 ging der Dorfsowjet in dem neu gebildeten Powarowski selski Sowet auf.

### Einwohnerentwicklung
| Jahr | Einwohner |
| ---- | --------- |
| 1910 | 333       |
| 1933 | 314       |
| 1939 | 362       |
| 2002 | 064       |
| 2010 | 080       |

## Kirche
Die Bevölkerung Kallens war vor 1945 meistenteils evangelischer Konfession. Das Dorf war in das Kirchspiel der Pfarrkirche in Fischhausen (heute russisch: Primorsk) eingegliedert, das zum Kirchenkreis Fischhausen in der Kirchenprovinz Ostpreußen der Kirche der Altpreußischen Union gehörte. Heute liegt Zwetnoje im Einzugsbereich der in den 1990er Jahren neu entstandenen evangelisch-lutherischen Gemeinde in Swetly (Zimmerbude), eine Filialgemeinde der Auferstehungskirche in Kaliningrad (Königsberg) in der Propstei Kaliningrad der Evangelisch-lutherischen Kirche Europäisches Russland.

## Persönlichkeiten
- Anton Freiherr von der Goltz (* 4. November 1828 in Kallen; † 1902), deutscher Rittergutsbesitzer, Mitglied des Deutschen Reichstages